# Camp Bondsteel

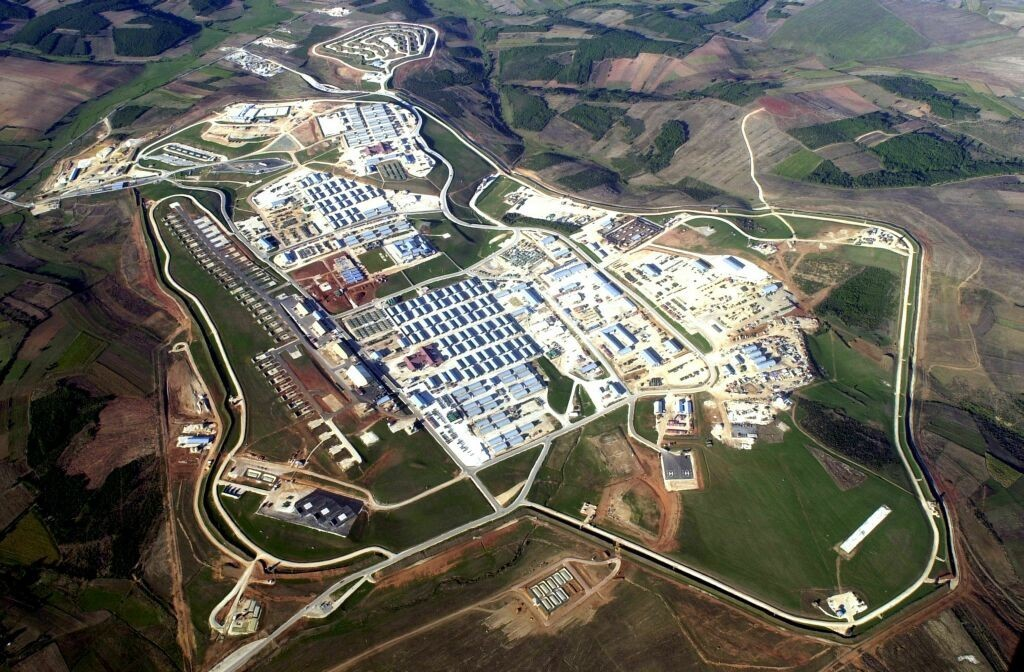
Luftbildaufnahme von Camp Bondsteel (2006)

Camp Bondsteel ist eine Militärbasis der United States Army nahe Ferizaj im Kosovo. In ihr befindet sich das Hauptquartier des US-amerikanischen KFOR-Kontingents (MNTF-E). Die Basis ist nach James Leroy Bondsteel, einem Vietnamkriegsveteranen, benannt. Camp Bondsteel liegt östlich von Ferizaj in ländlicher Umgebung und ist etwa halb so groß wie die gesamte Stadt.
Der Stützpunkt wurde nach dem Einmarsch der NATO-Truppen im Kosovokrieg im Juni 1999 errichtet. Er umfasst 386 Hektar (3.860.000 m²) und ist von einem Sicherheitszaun umgeben. Als Büros und Unterkünfte dienen rund 250 Holzbaracken des Typs „Südostasien“ (SEAhut). Die Basis beherbergt bis zu 7.000 Soldaten der US-Armee und verbündeter Truppen.
Camp Bondsteel ist ausgerüstet mit den üblichen Einrichtungen einer Basis dieser Größe, welche ein Kino, Fitness-Studios, Sportplätze, zwei Kapellen, Bars, einen Supermarkt, sowie Fastfood-Restaurants umfassen. Im angeschlossenen Laura-Bush-Bildungszentrum können Kurse der University of Maryland und der University of Chicago belegt werden. Nach dem derzeitigen US-Stationierungkonzept handelt es sich um eine Forward Operating Site.
Etwa 32 Kilometer östlich von Bondsteel, bei Gjilan, befindet sich die Militärbasis Camp Monteith, welche im Sommer 2007 an das einheimische Kosovo-Schutzkorps (TMK) übergeben wurde.

## Kontroversen
Der US-Armee wurde seit 2005 vorgeworfen, im Camp Bondsteel eine Black site zu betreiben, in der als Terroristen bezeichnete Personen unrechtmäßig gefangen gehalten worden seien. Der Menschenrechtskommissar des Europarates, Álvaro Gil-Robles, sprach in Zusammenhang mit einer 2002 erfolgten Inspektion des Lagers von „schockierenden Zuständen“. Die US-Armee wies den Vorwurf zurück und erklärte, dass es im Lager keine geheimen Hafteinrichtungen gebe.